# 철원 도피안사 삼층석탑
철원 도피안사 삼층석탑(鐵原 到彼岸寺 三層石塔)은 대한민국 강원특별자치도 철원군, 도피안사에 있는, 남북국 시대 신라의 삼층석탑이다. 1963년 1월 21일 대한민국의 보물 제223호로 지정되었다.

## 특징
도피안사 법당 앞에 세워져 있는 탑으로, 2단의 기단(基壇) 위에 3층의 탑신(塔身)을 올린 모습이다.
기단은 그 구조가 특이해서 보통 4각의 돌을 이용하는데 비해 여기에서는 8각 모양의 돌로 높게 2단을 쌓았다. 아래층 기단의 8면에는 안상(眼象)이 조각되어 있다. 이 기단의 맨 윗돌에는 윗층 기단을 괴기 위한 높직한 8각의 괴임돌이 놓여져 있는데, 이곳에는 연꽃무늬의 조각이 새겨져 있다. 윗층 기단은 매우 높으나 각 면에 꾸밈이 없다. 다만, 기단의 맨윗돌 아랫면에 다소 두툼한 느낌의 연꽃무늬를 조각하여 둘러 놓았다. 탑신과 닿는 곳에는 높은 3단의 받침을 두어 1층 몸돌을 괴도록 하였는데, 이러한 기단의 꾸밈새는 석탑의 기법이라기보다는 불상의 기단 기법으로 보이며, 덮개돌 윗면의 높은 괴임형식은 9세기 통일신라의 석탑에서 볼 수 있는 특이한 수법이다.
탑신은 몸돌과 지붕돌에 각각 하나의 돌을 사용하였다. 각 층의 몸돌은 모서리에 기둥 모양의 조각을 새겼을 뿐 다른 장식은 없다. 지붕돌은 밑면의 받침이 1층은 4단, 2·3층은 3단인데, 조각이 얕아서 다소 무거워 보이긴 하나, 네 귀퉁이가 한껏 위로 들려 있어 아름다운 모습이다.
기단의 꾸밈새에서 보이는 특이한 양식, 지붕돌 받침이 4단, 3단으로 일정치 않은 점 등이 통일신라에서 고려로 넘어가는 과도기적인 모습임을 보여준다. 탑을 만든 시기는 법당 안에 모셔진 불상에 기록된 내용을 통해, 통일신라 경문왕 5년(865) 절을 건립할 당시 불상과 함께 만들어졌을 것으로 추정하고 있다.

## 사진

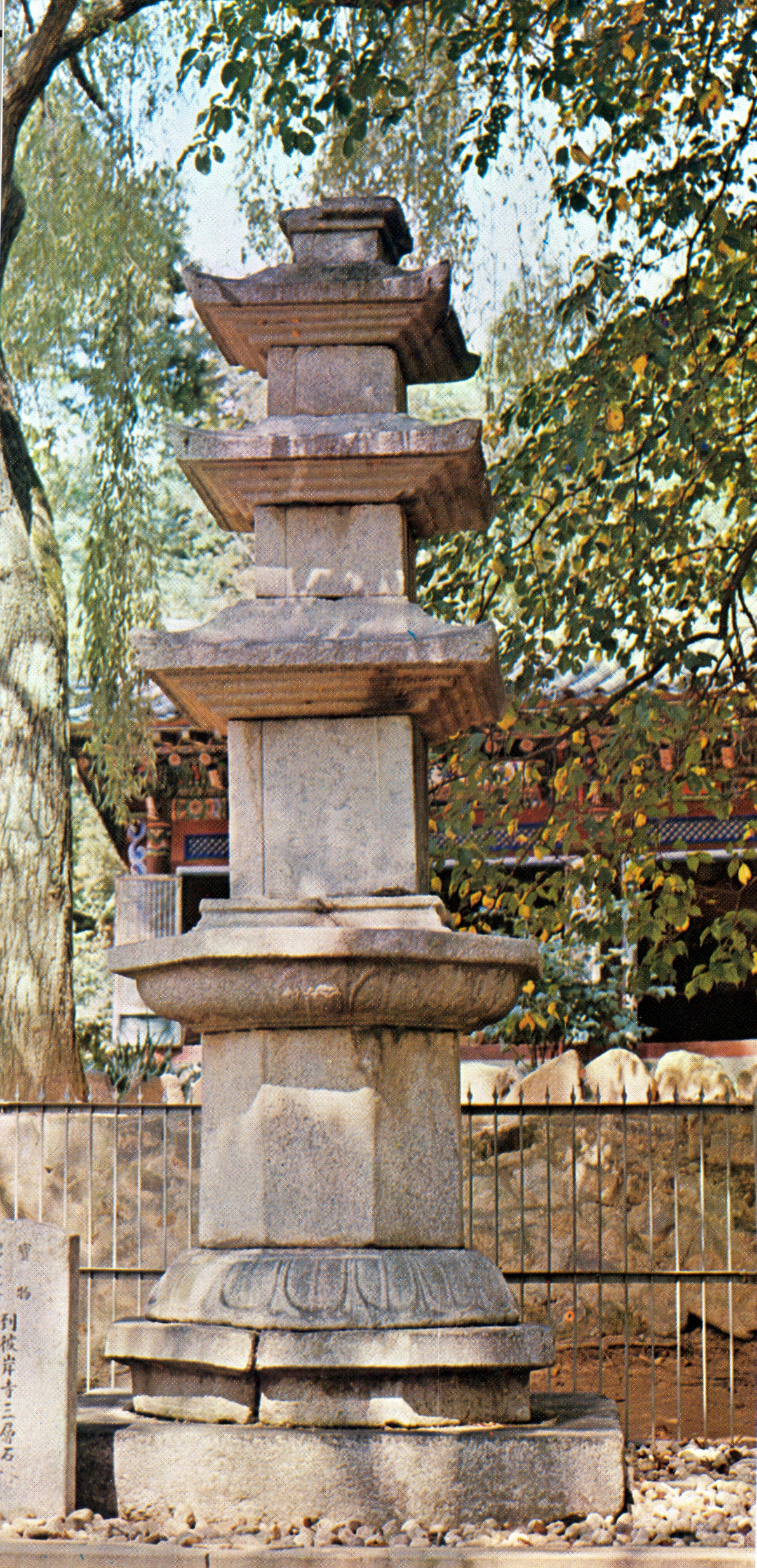
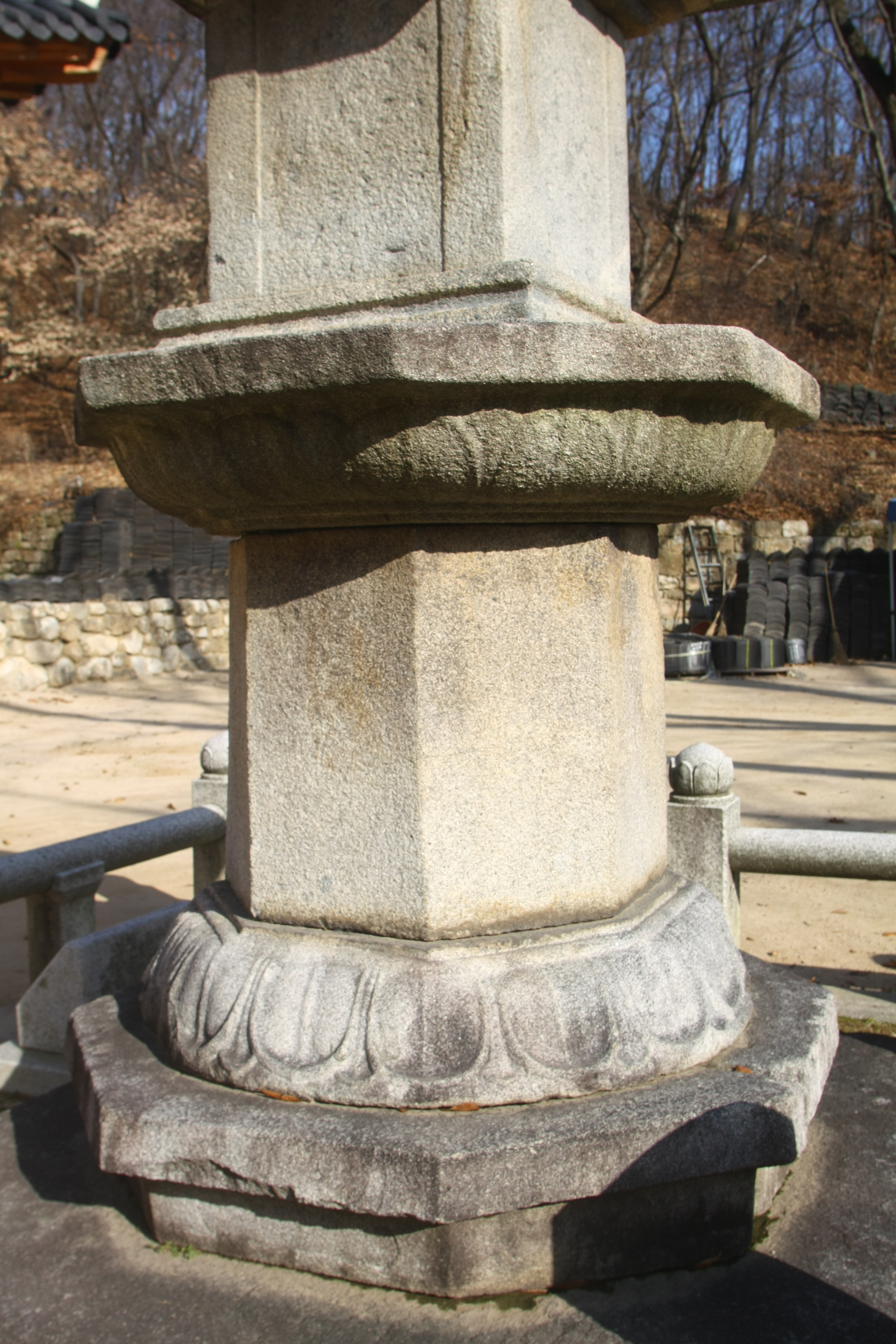
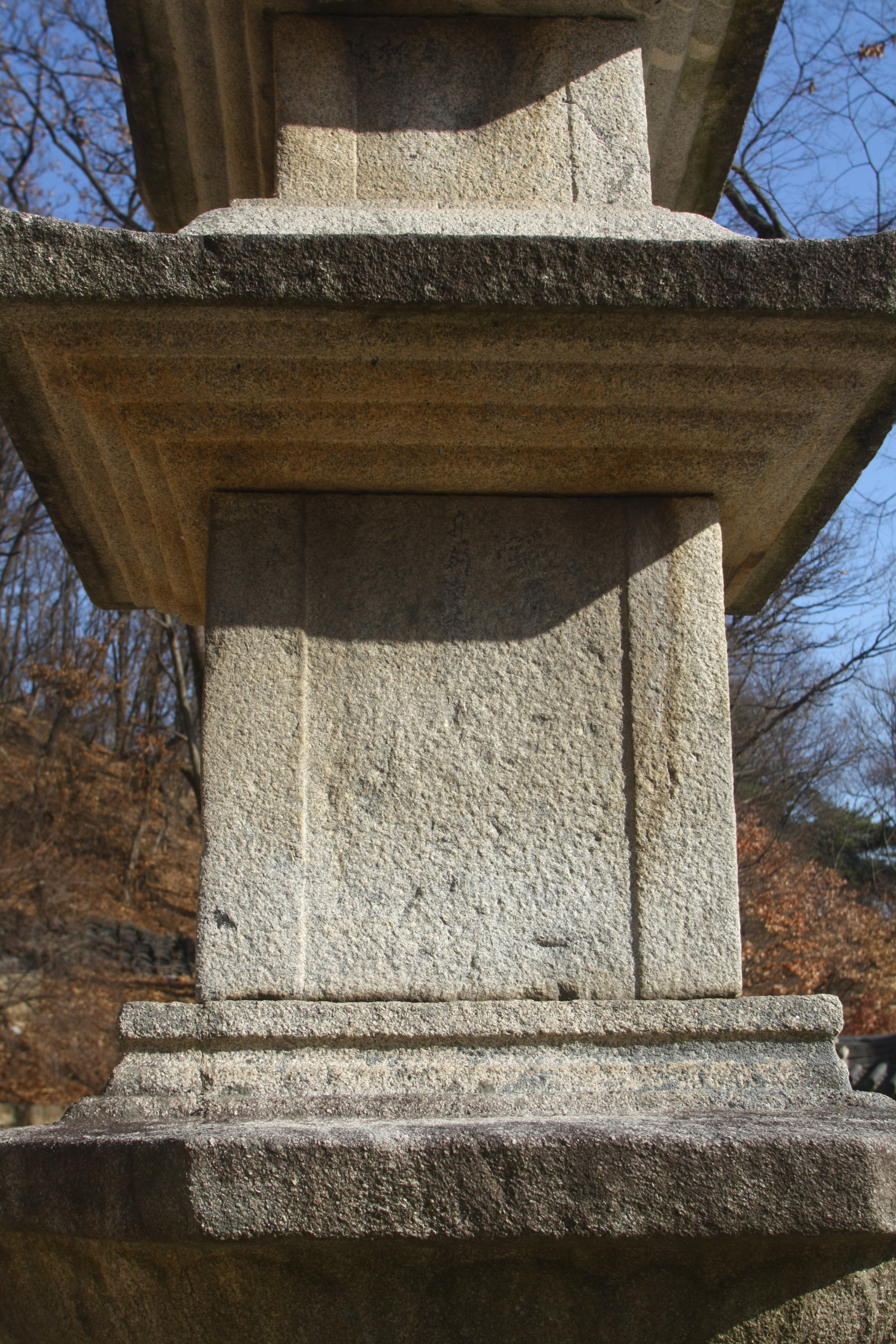
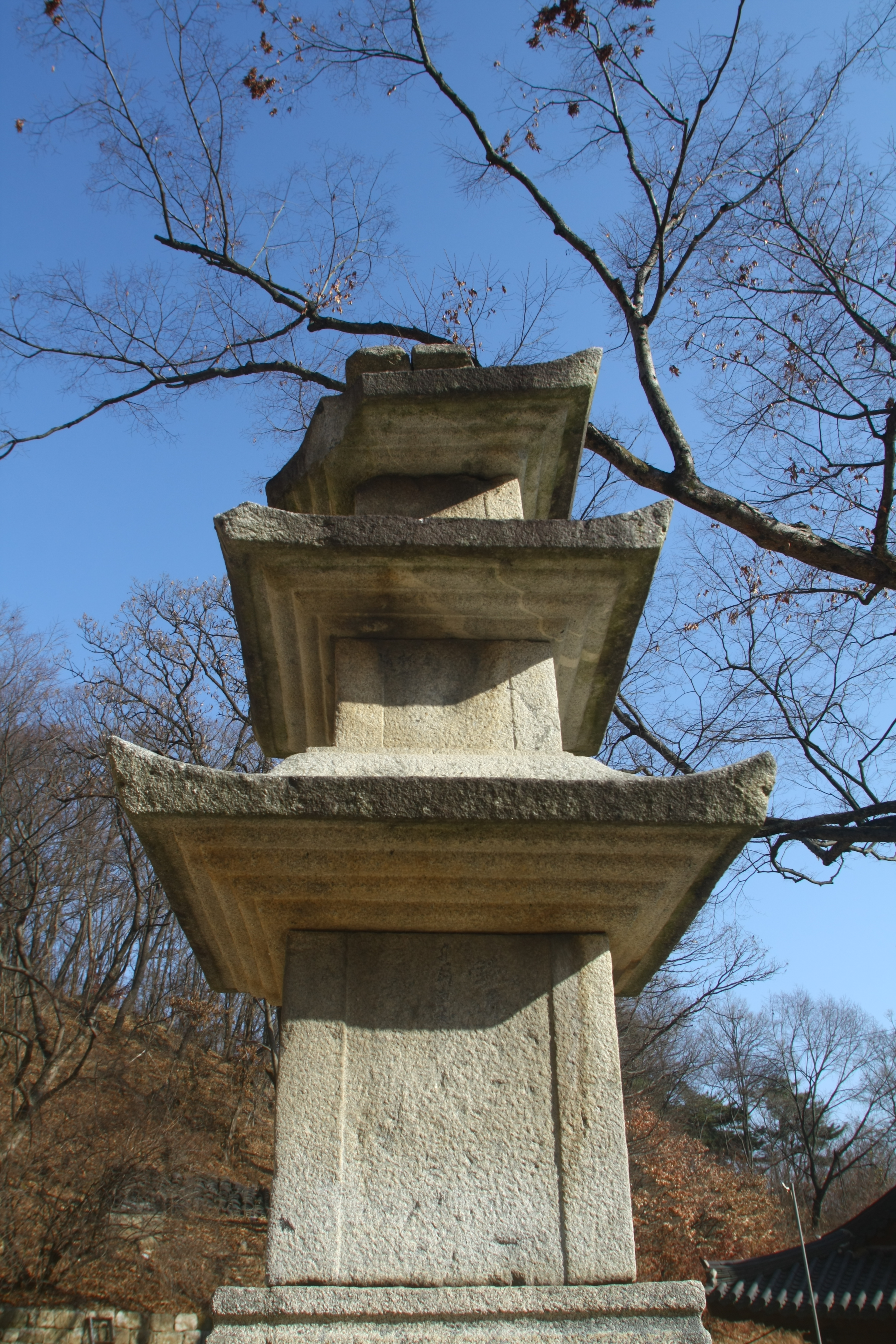
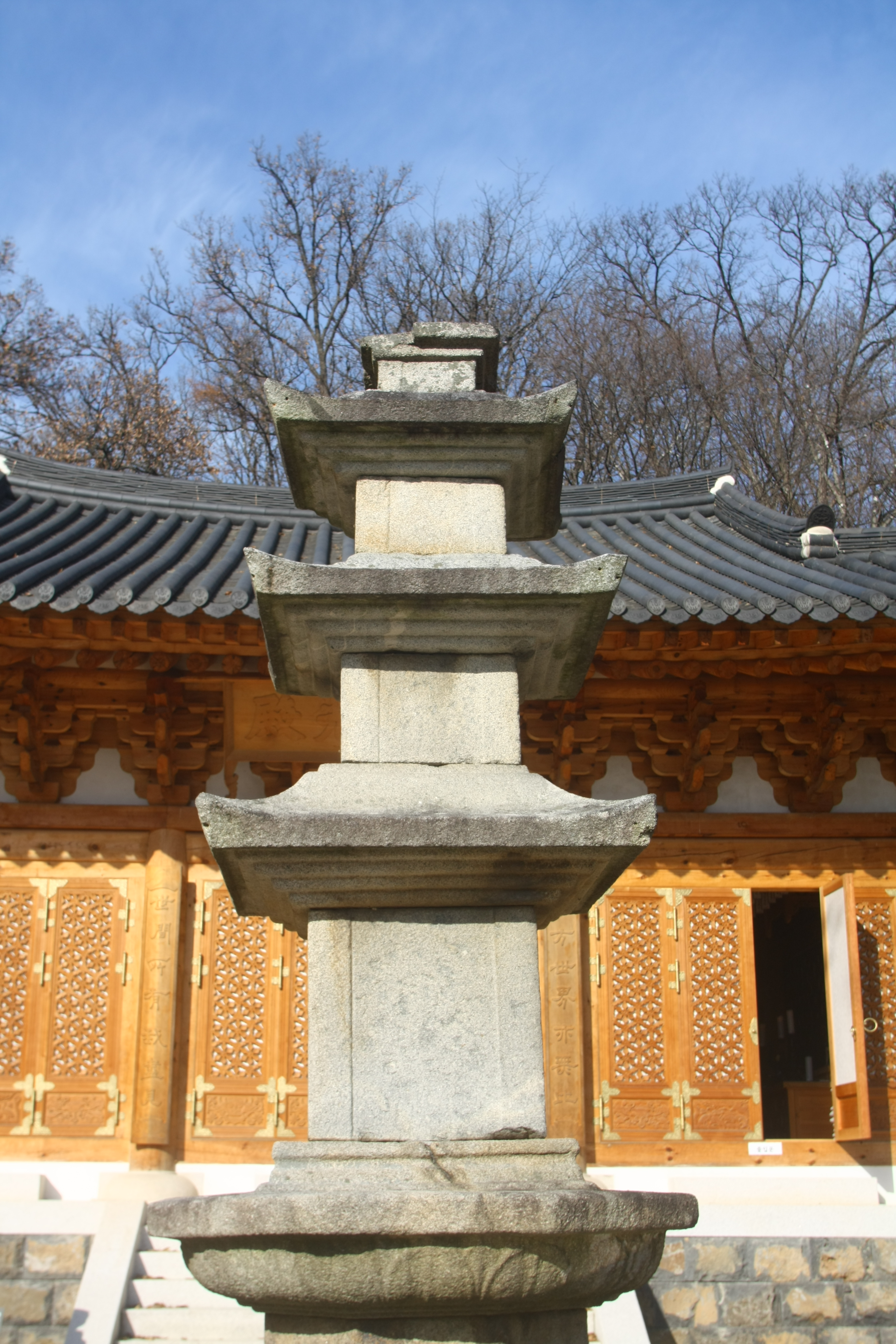
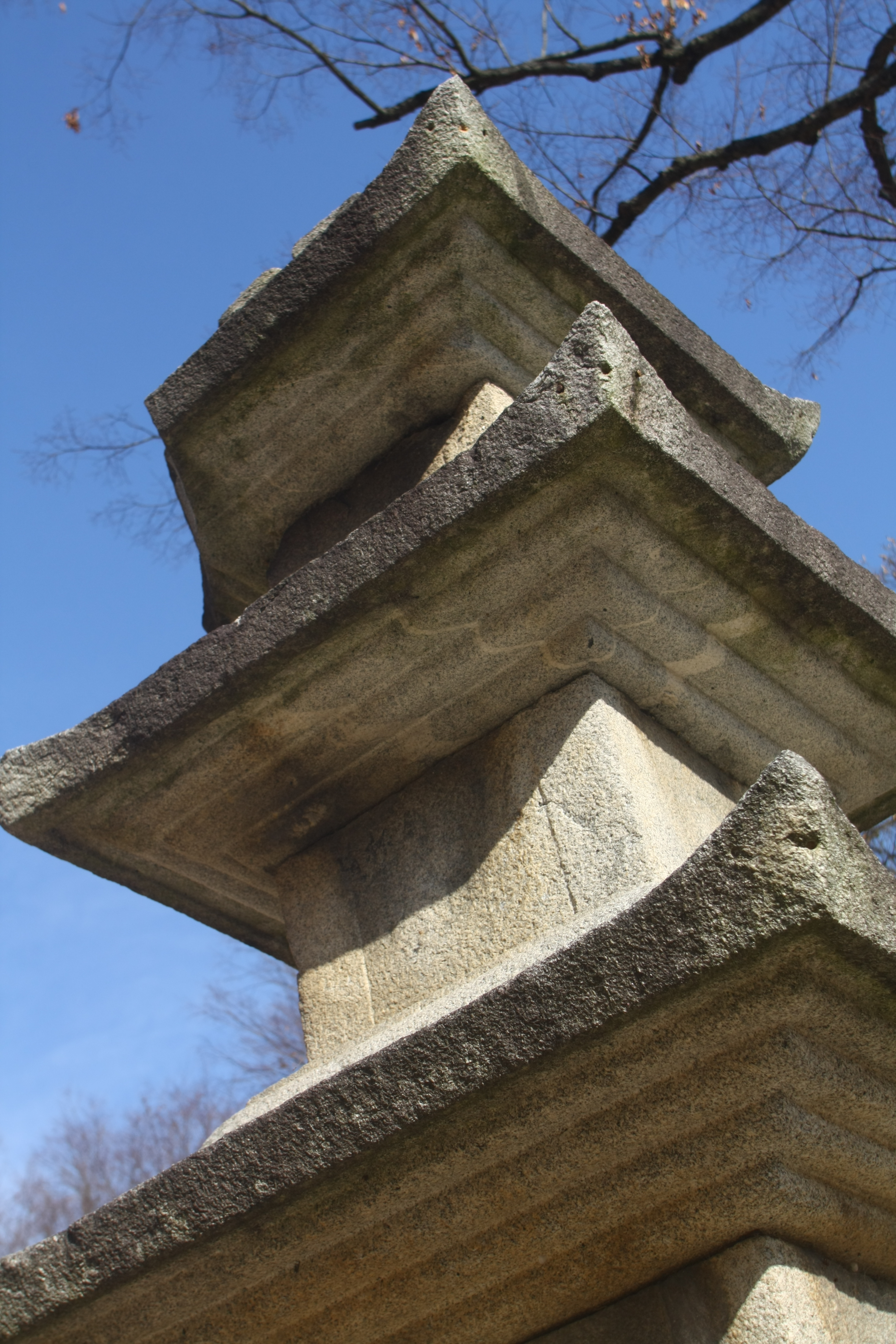

## 같이 보기
- 도피안사

## 참고 자료
- 철원 도피안사 삼층석탑 - 국가유산청 국가유산포털